# 聖保羅號航空母艦
聖保羅號航空母艦（葡萄牙語：São Paulo，A12），原為法国克里孟梭級航空母艦的二號艦福煦号航空母舰，以法国著名将领福煦元帅命名。2000年11月轉售巴西，巴西海軍更名為聖保羅號，作為巴西海軍旗艦。
本艦為巴西海軍第二艘以聖保羅為名的軍艦。上一代聖保羅號是1910年服役，1951年退役的無畏艦。

## 歷史
福煦号是二战后法国自制的三艘航空母舰中的第二艘，前舰是同级的克里孟梭級航空母艦，后舰是核动力的戴高乐号航空母舰。
巴西海軍接艦後，本艦於2005、2010年兩度進塢進行改造，但其艦況仍舊不佳；巴西原本計畫再進行一次大規模修繕與現代化工程。2005年與2012年發生兩次大火。

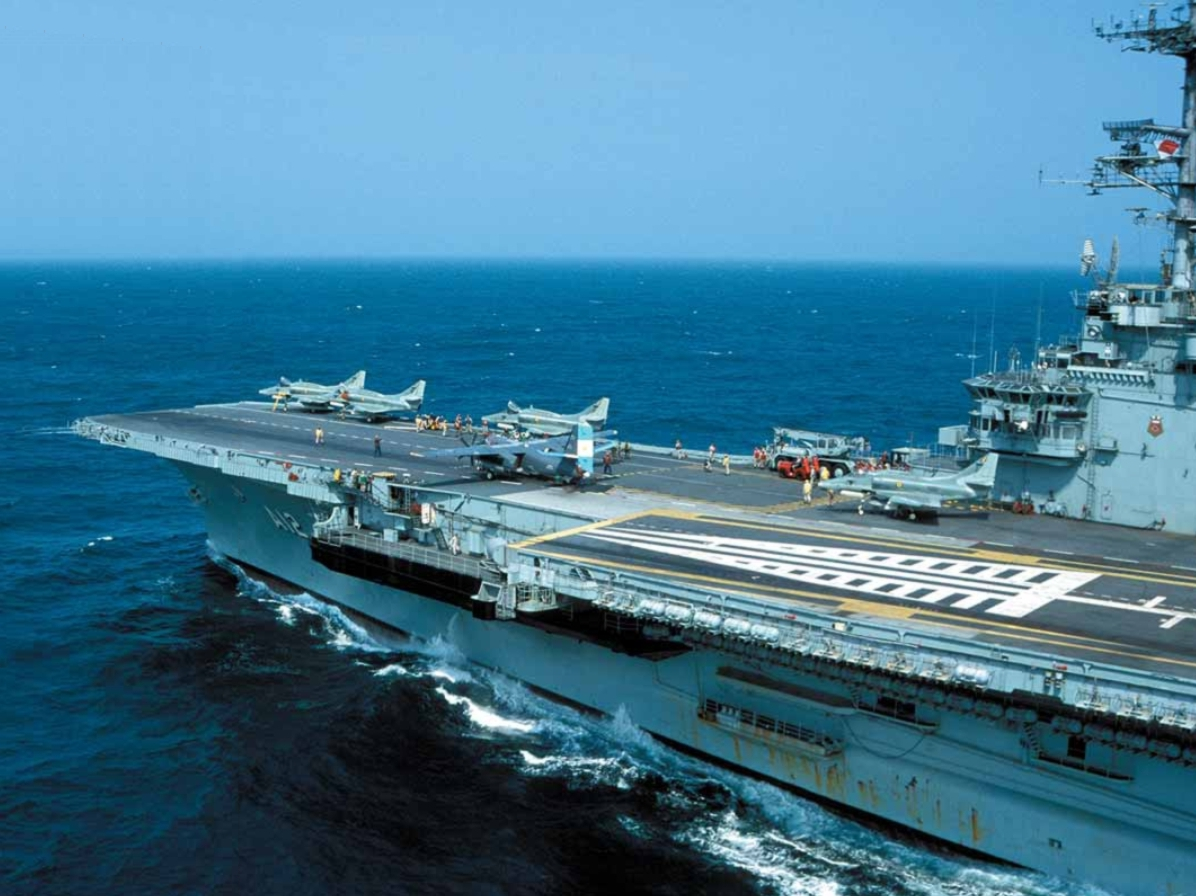
2003年起降S-2T反潛機

在2014年12月，巴西海軍宣佈聖保羅號將服役至2039年。屆時本艦艦齡將超過80歲。但是IHS新聞報道稱聖保羅號已經嚴重老化，雷達通訊上已經無法滿足巴西海軍的需要，甚至在每次升級三個月后，就要進行一段時間的修理和維護。而其艦載機A-4天鹰式攻击机早已不堪使用。由於升級成本太昂貴，最終在2017年2月14日，巴西海軍宣佈聖保羅號退役，宣布以廢鋼鐵的名義拍賣，並將要在2020年拆解，巴西不再擁有航母。
2018年，巴西海军宣布将购入英国皇家海军在2018年除役的海洋號兩棲攻擊艦接替圣保罗号航母的任務。2021年3月，土耳其MSK公司旗下的船舶回收廠以200萬美元的價格標得聖保羅號。
2022年8月，由拖船將“聖保羅”號航空母艦拖往土耳其的拆船廠，將由瑟克海事貿易公司進行拆解。由於缺乏有關船體石棉含量的文件，土耳其環境部門禁止該船進入領海，同時巴西當局也禁止其停泊。之後巴西環境主管部門要求該船返回巴西進行新的有毒物質檢查；然而卻沒有巴西的港口或造船廠，授權同意將船體停靠，聖保羅號陷入了無處可去的狀態，一直在巴西東北海岸沿線打轉航行。
2023年2月3日，巴西海军在一份声明中表示，已按照必要的技术和安全标准，在当天开始沉没退役航母“圣保罗”号的工作。同时，为防止可能带来的损失，沉没航母的工作选择在距离巴西海岸线350公里的水域进行，航母下沉的水域深度约为5000米。

## 其他
2011年7月巴西國防部宣布，中國人民解放軍的飛行員將在聖保羅號進行起降訓練。作為回報，中國政府將協助修復該艦，尤其是關鍵的美製蒸氣彈射裝置。

## 外部連結
- , Machtres, （原始内容存档于2010年9月25日）.
- , , Google, anchored in Rio de Janeiro.
- , Poder Naval Online, （原始内容存档于2007年3月20日）